# علی‌آباد (بخش مرکزی آوج)
علی‌آباد یک روستا در ایران است که در دهستان حصار ولیعصر شهرستان آوج واقع شده‌است. علی‌آباد ۱۴۳ نفر جمعیت دارد.